# Limite Branco
Limite Branco foi o primeiro romance do escritor brasileiro Caio Fernando Abreu, escrito em 1967 e publicado pela primeira vez em 1970. 
O autor tinha dezenove anos à época em que escreveu tal obra, que contém referências autobiográficas.

## Enredo
A história do jovem Maurício  se passa no Brasil do final da década de 1960, marcado pelo AI-5 e pelas transformações culturais, e narra os dramas vividos por Maurício, um adolescente do interior do Rio Grande do Sul, através de trechos do diário e de flashbacks do protagonista. Maurício, considerado o alter ego de Caio Fernando Abreu, é um jovem atormentado e vive uma ambiguidade sexual e o medo de se tornar adulto. 

## Características
A obra desenvolve o amadurecimento do jovem  com uma fluidez que desafia as noções tradicionais do indivíduo, ao mesmo tempo em que se destaca a relação entre sujeito e espaço para o aprendizado de Maurício. 